# 甲状腺原氨酸
甲状腺原氨酸，是通过外周酶法从甲状腺素中去除碘，从甲状腺素和三碘甲腺原氨酸中衍生化合成的一组代谢物。甲状腺原氨酸是缺乏四个碘原子的甲状腺素衍生物。